# Kawabata Yasunari

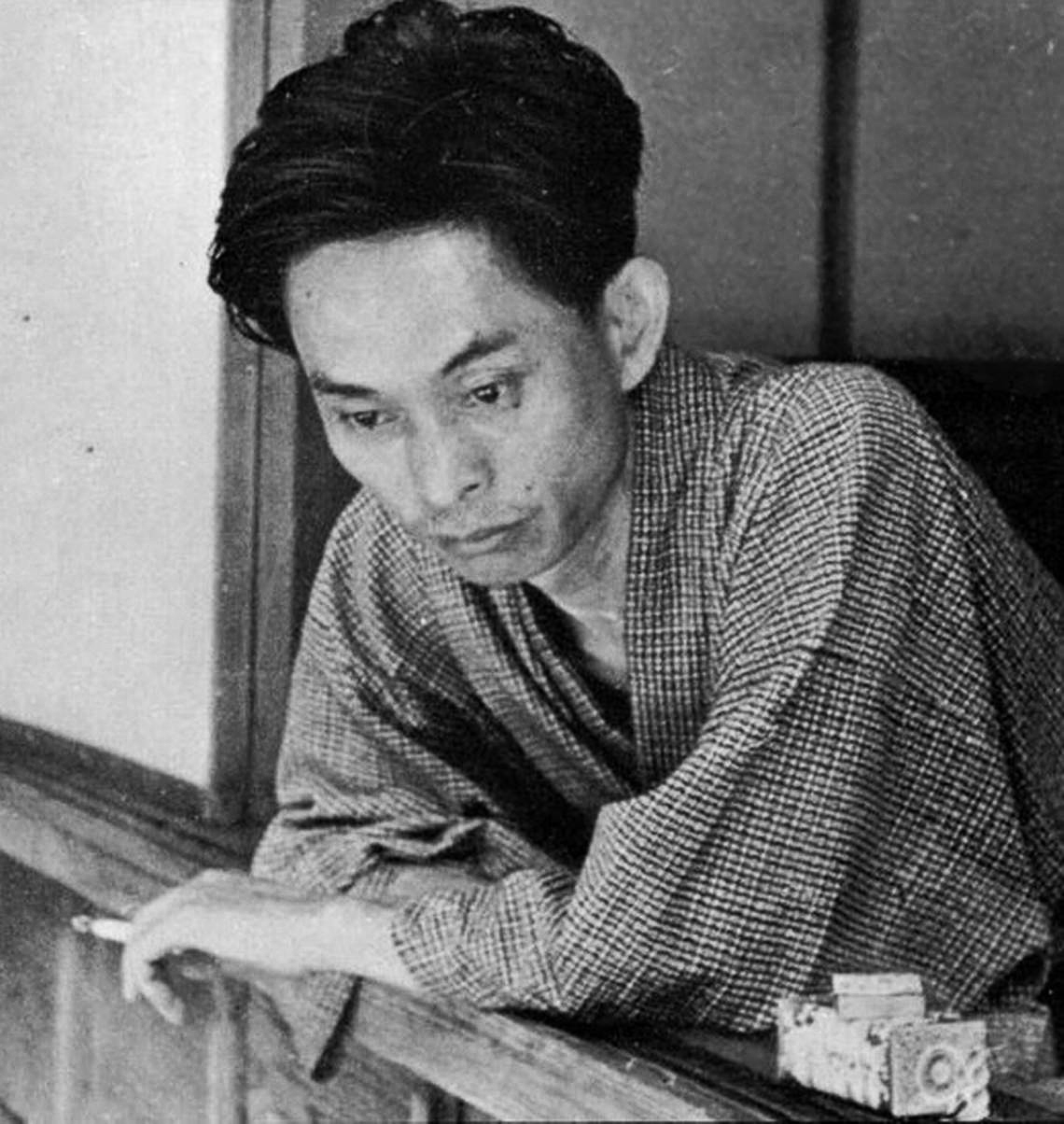
Kawabata (1938)

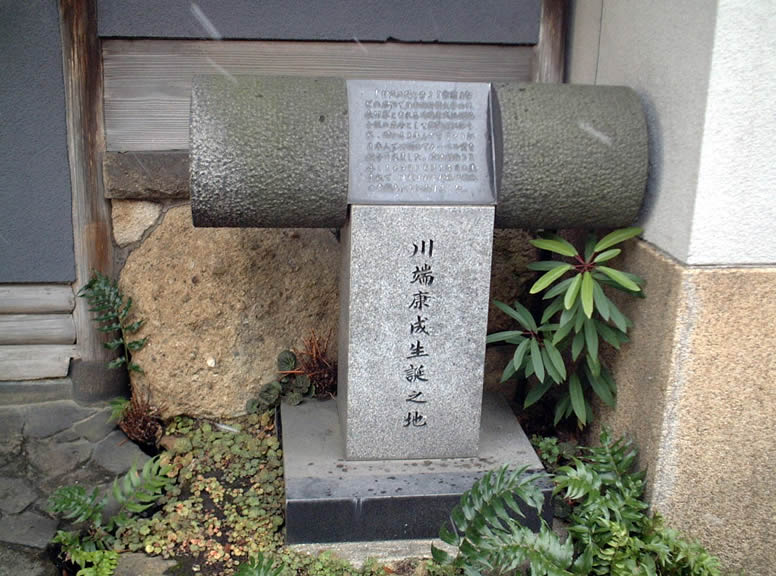
Gedenkstein an Kawabatas Geburtsort

Kawabata Yasunari (japanisch 川端 康成, Kawabata Yasunari; * 11. Juni 1899 in Osaka; † 16. April 1972 in Zushi) war ein japanischer Schriftsteller und Literaturnobelpreisträger 1968.
Von dem Preisgeld verleiht seit 1974 die Kawabata-Gedenk-Stiftung (川端康成記念会, Kawabata-Yasunari-Kinenkai) den Kawabata-Yasunari-Literaturpreis.

## Leben

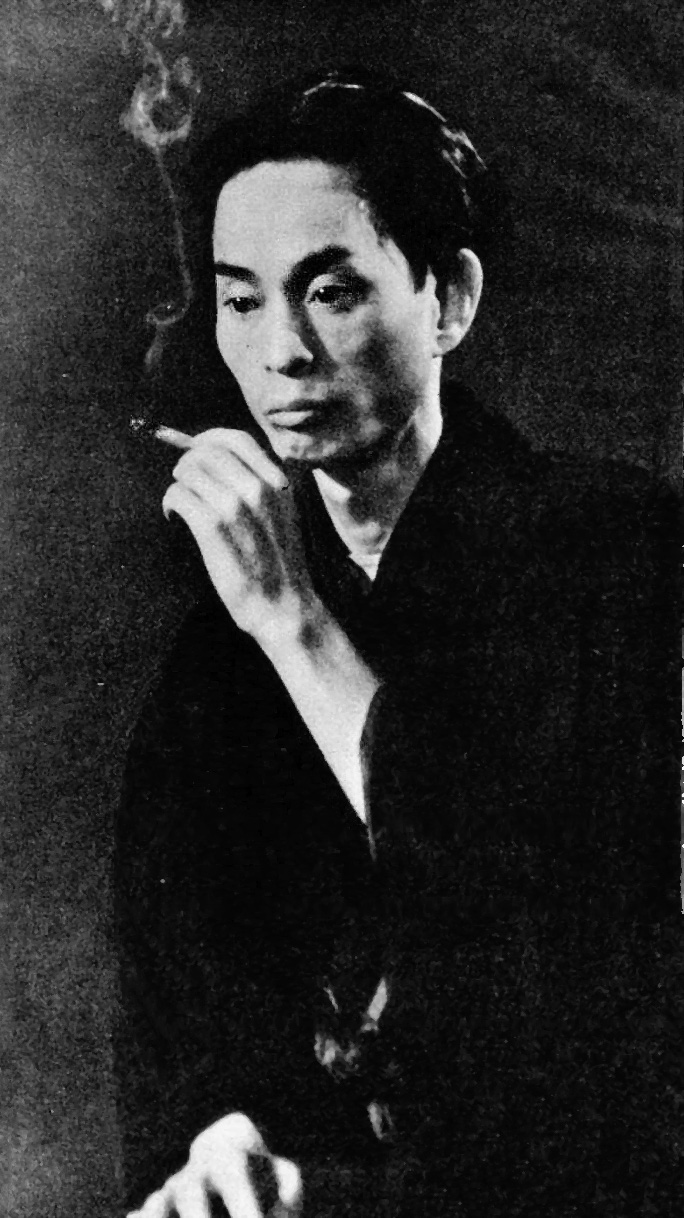
Kawabata Yasunari (1932)

Kawabata wurde 1899 als Sohn eines Arztes in Osaka geboren. Mit zwei Jahren verlor er seinen Vater und wurde nur ein Jahr später zur Vollwaise. Mit seiner Schwester zog er zu seinen Großeltern väterlicherseits. Seine weitere Kindheit war durch die Verluste naher Familienmitglieder von tiefer Einsamkeit gekennzeichnet, die seinen späteren Schreibstil maßgeblich geprägt hat.  Mit neun Jahren verlor er auch seine einzige Schwester, deren Tod von dem seiner Tante und seiner Großmutter gefolgt war.
Als 1914 auch Kawabatas Großvater starb, begann er ein Tagebuch zu führen. Er musste seine Schulbildung von nun an in einem Internat fortsetzen.
1916 begann er für Zeitschriften zu schreiben.
Von 1920 bis 1924 studierte er an der Universität Tokio, wo er zusammen mit Yokomitsu Riichi das neo-impressionistische Journal Bungei Jidai (Das künstlerische Zeitalter) gründete.
1926/27 veröffentlichte er seine erste Novelle, das semi-autobiografische Meisterwerk Die Tänzerin von Izu (伊豆の踊り子, Izu no odoriko) zunächst in der Zeitschrift Das künstlerische Zeitalter.
Er begann seine wohl berühmteste Erzählung Schneeland (雪国, Yukiguni) bereits 1935. Die Liebesgeschichte spielt in einem Kurort mit heißer Quelle in der Region Zaō und wurde erst 1948 abgeschlossen.
Von 1948 bis 1965 war Kawabata Präsident des japanischen P.E.N.-Clubs, seit 1953 Präsident der japanischen Akademie. 1961 wurde er mit dem Kulturorden ausgezeichnet, 1968 erhielt er den Literaturnobelpreis „für seine Erzählkunst, die mit feinem Gefühl japanisches Wesen und dessen Eigenart ausdrückt“.
Nach einem gescheiterten Putsch beging sein enger Freund Mishima Yukio 1970 einen rituellen Suizid (durch Seppuku). Kawabatas Biografen (einschließlich Takeo Okuno) sehen hier ein mögliches Motiv für seinen eigenen Suizid. Er nahm sich zwei Jahre später im Alter von 72 Jahren durch Vergasen das Leben.
Yasunari Kawabata war 1968 der erste japanische Träger des Nobelpreises für Literatur, dessen Werk in einer nichteuropäischen Sprache verfasst war. Vor Kawabatas Auszeichnung war lediglich einem anderen Asiaten, dem Inder Rabindranath Tagore, der Literatur-Nobelpreis verliehen worden. Erst 26 Jahre später wurde mit Kenzaburō Ōe erneut ein japanischer Schriftsteller mit dem begehrten Preis ausgezeichnet.

## Porträt und Ehrungen
- 1959: Goetheplakette der Stadt Frankfurt am Main
- 1968: Nobelpreis für Literatur (als erster japanischer Autor und zweiter Asiate nach Rabindranath Tagore)
- 1969: Versilberte Bronzemedaille, 80 mm: Medailleur: Louis-Robert Muller (* 1941 in Saint-Avold)
- 1969: Ehrenmitglied der American Academy of Arts and Letters[5]
- 1988: Am 8. August wurde der Asteroid (6832) Kawabata nach ihm benannt.

## Werke
Kawabatas Erstlingswerk war 1926 Izu no odoriko (Die Tänzerin von Izu). Seine Novelle Yukiguni (Schneeland, 1937) erzählt die Geschichte einer Liebesbeziehung zwischen einem Tokioter Geschäftsmann und einer Geisha in einem entlegenen Onsen-Ort. Die Verbindung zwischen der Geisha, Komako, und dem männlichen Protagonisten, Shimamura, einem wohlhabenden Müßiggänger und Ästheten, ist jedoch zum Scheitern verurteilt. Yukiguni wurde schon kurz nach Veröffentlichung zum Klassiker und etablierte Kawabata als einen der führenden japanischen Schriftsteller. In Senbazuru (Tausend Kraniche) führte er einige Themen aus diesem Werk fort. In Meijin (engl. The Master of Go) von 1954 beschreibt er die Partie des letzten Hon’inbō Shūsai gegen den jungen Minoru Kitani. Für Yama no oto (Ein Kirschbaum im Winter) erhielt er 1954 den Noma-Literaturpreis.
Typisch für das Werk Kawabatas ist die fragmentarische Veröffentlichungsweise seiner Romane, die zunächst oft in Form von Skizzen in verschiedenen Zeitschriften erschienen. Erst nach verschiedenen Überarbeitungen erschienen diese Fragmente in einem Band. Kawabatas Sprache zeugt von höchster Sensibilität, hoher Intuition und großer Originalität. Dialoge verstummen oft nach Andeutungen, Bildfolgen sind gleichsam musikalisch komponiert. Die Traurigkeit des Menschen bei äußerem Unbeteiligtsein, ausführliche erotische Szenen, weibliche Schönheit, die Magie altjapanischer Traditionen und Mythen und vor allem die Paradoxie des passiven Akteurs prägen sein Werk, das als schwer übersetzbar gilt. Kawabata war ein bedeutender moderner Befürworter von mono no aware, ein zentrales ästhetisches Konzept der japanischen Kultur, das tief in Shinto- und buddhistischen Glaubensvorstellungen verwurzelt ist.
Die folgenden Werke sind aus dem Japanischen übersetzt, wenn nichts anderes gesagt wird, und in der Reihenfolge des Erscheinens des Originals sortiert.

### Romane

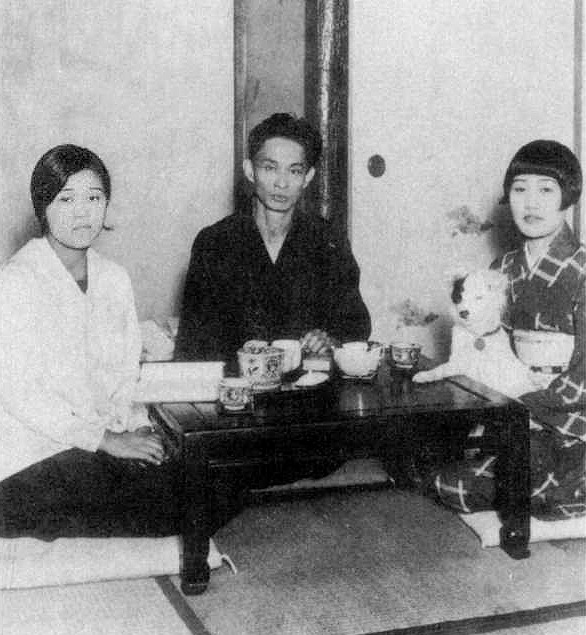
Kawabata mit seiner Frau Hideko (秀子) (links) und ihrer jüngeren Schwester Kimiko (君子) (rechts) im Jahr 1930

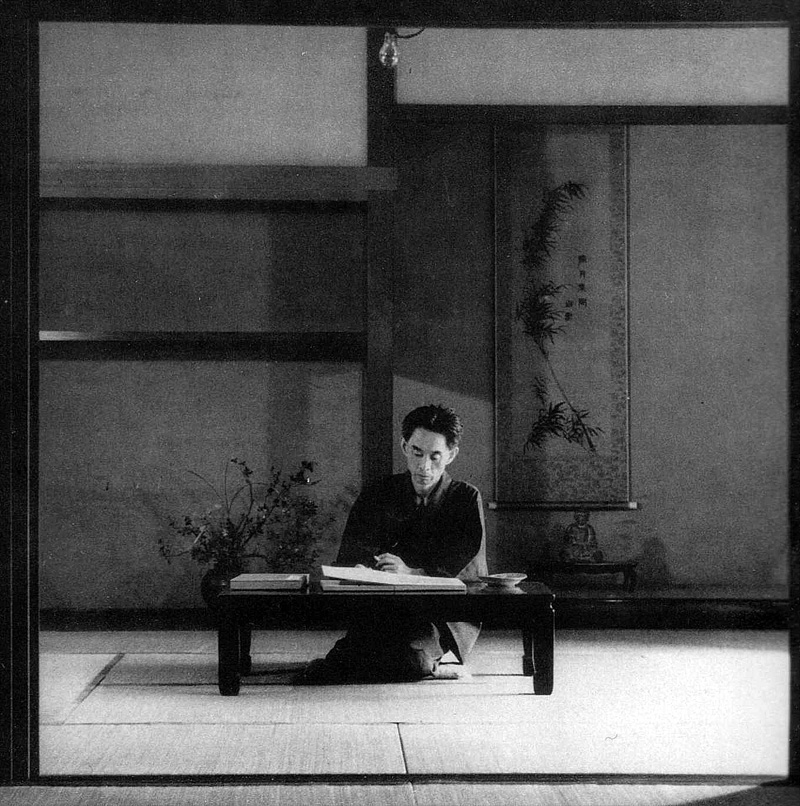
Kawabata bei der Arbeit in seinem Haus in Hase, Kamakura, 1946

- Die Tänzerin von Izu (伊豆の踊子, izu no odoriko, 1926), übersetzt von Oscar Benl (eine frühere Fassung der Übersetzung erschien 1942 als Die kleine Tänzerin von Izu (Landsmann, Berlin)), in: Kawabata Yasunari, Ausgewählte Werke (enthält auch Tausend Kraniche, Schneeland und Kyoto, einmalige Sonderausgabe zu Kawabatas 70. Geburtstag), Carl Hanser Verlag, München 1968; Taschenbuchausgabe: Reclam, Stuttgart 1990, ISBN 3-15-008365-6.
- Die Rote Bande von Asakusa (浅草紅團, asakusa kurenaidan, 1929/1930), übersetzt von Richmod Bollinger unter Mitarbeit von Yoriko Yamada-Bochynek, Insel Verlag, Frankfurt am Main 1999, ISBN 3-458-16969-5.[9]
- Schneeland (雪国, yukiguni, 1937/1947), übersetzt von Oscar Benl, Carl Hanser Verlag, München 1957, Taschenbuchausgabe: Deutscher Taschenbuch Verlag, München 1987, ISBN 3-423-10706-5. Zweitübersetzung von Tobias Cheung, Suhrkamp Verlag, Frankfurt am Main 2004, ISBN 3-518-22376-3.[10]
- meijin (名人, meijin, 1942/1954), aus dem Englischen[11] übersetzt von Felix Heisel mit Unterstützung durch Cindy Lindner und Mariko Terao-Dederichs bei sprachlichen Zweifelsfällen mithilfe des japanischen Originals, Brett und Stein Verlag, Frankfurt am Main 2015, ISBN 978-3-940563-22-4.
- Tausend Kraniche (千羽鶴, senbazuru, 1949/1951), übersetzt von Sachiko Yatsushiro und durchgesehen von Robert Schinzinger, mit Zeichnungen von Kaii Higashiyama, Carl Hanser Verlag, München 1956; Taschenbuchausgabe: Deutscher Taschenbuch Verlag, München 1989, ISBN 3-423-11080-5.
- Ein Kirschbaum im Winter (山の音, yama no oto, 1949/1954), übersetzt von Siegfried Schaarschmidt und Misako Kure, Carl Hanser Verlag, München 1969, ISBN 3-423-11297-2; Taschenbuchausgabe: Deutscher Taschenbuch Verlag, München 1999, ISBN 3-423-11297-2.
- Die schlafenden Schönen (眠れる美女, nemureru bijo, 1960/1961), übersetzt von Siegfried Schaarschmidt, Suhrkamp Verlag, Frankfurt am Main 1994, ISBN 3-518-22165-5.
- Schönheit und Trauer (美しさと悲しみと, utsukushisa to kanashimi to, 1961/1963), übersetzt von Heinz Haase, Verlag Volk und Welt, Berlin 1987, ISBN 3-353-00222-7.
- Kyoto oder Die jungen Liebenden in der alten Kaiserstadt (古都, koto, 1962), übersetzt von Walter Donat in Zusammenarbeit mit Yuzuru Kawai, Carl Hanser Verlag, München 1965, Taschenbuchausgabe: Deutscher Taschenbuch Verlag, München 1996, ISBN 3-423-12297-8.

### Handtellergeschichten, Erzählungen
- Handtellergeschichten, enthält 33 „Handtellergeschichten“ (掌篇小説, shōhen shōsetsu, auch 掌の小説, tenohira no shōsetsu oder tanagokoro no shōsetsu) aus den Jahren 1923 bis 1950, übersetzt von Siegfried Schaarschmidt, Carl Hanser Verlag, München 1990, ISBN 3-446-15260-1.
- Der Blinde und das Mädchen. Neue Handtellergeschichten, enthält weitere 19 Handtellergeschichten, übersetzt von Siegfried Schaarschmidt (18) und Otto Putz (1), Carl Hanser Verlag, München 1999, ISBN 3-446-19694-3.
- Tagebuch eines Sechzehnjährigen, enthält 3 Erzählungen (Ihre zweite Ehe (再婚者, saikonsha, 1948/1952), Die Tänzerinnen (舞姫, maihime, 1950/1951), Tagebuch eines Sechzehnjährigen (十六歳の日記, jūrokusai no nikki, 1927; erschien zuerst 1925 unter dem Titel 十七歳の日記, jūnanasai no nikki, 'Tagebuch eines Siebzehnjährigen')) und 2 Handtellergeschichten (Die Geschichte mit dem Strohhut (帽子事件, bōshi jiken, 1926), Vorwinter (冬近し, fuyu chikashi, 1926)), übersetzt von Oscar Benl, Nymphenburger Verlagshandlung, München 1969, ISBN 3-499-11428-3.
- Träume im Kristall, enthält 5 Erzählungen (Träume im Kristall (水晶幻想, suishō gensō, 1931), Der Schatten der älteren Schwester (夢の姉, yume no ane, 1933), Ein Arm (片腕, kata-ude, 1963/1964), Das Mal auf der Schulter (ほくろの手紙, hokuro no tegami, 1940), Von Vögeln und Tieren (禽獣, kinjū, 1933)), übersetzt von Siegfried Schaarschmidt, Suhrkamp Verlag, Frankfurt am Main 1974, ISBN 3-518-01383-1 (Lizenzausgabe des  Carl Hanser Verlags, München 1973).
- Drei Erzählungen, enthält 3 Erzählungen (Sprachlos (無言, mugon, 1953), Ein Mädchen mit Duft (匂ふ娘, niou musume, 1960), Was ihr Mann nie tat (夫のしない, otto no shinai, 1958)); übersetzt von Barbara Yoshida-Krafft, iudicium Verlag, München 2001, ISBN 3-89129-083-7.
- Vier Erzählungen, enthält 4 Handtellergeschichten (Mutter (母, haha, 1924), Das Haar (髪, kami, 1924), Der Koreaner (朝鮮人, chōsenjin, 1925), Der Standpunkt des Sohnes (子の立場, ko no tachiba, 1926)); übersetzt von Bettina Post-Kobayashi und Asa-Bettina Wuthenow, in: Hefte für Ostasiatische Literatur, Nr. 54, Mai 2013, S. 79–87, iudicium Verlag, München 2013, ISSN 0933-8721.

### Literarische Werke in Sammelausgaben
- Das Foto (寫眞, shashin, 1923, Handtellergeschichte), übersetzt von Barbara Yoshida-Krafft. In: Josef Bohaczek, Barbara Yoshida-Krafft (Hrsg.): ... weil gerade Frühling war. Heiter-Ironisches aus Japan, iudicium Verlag, München 2002, ISBN 3-89129-052-7, S. 51–54.
- Am Abend der Tanzaufführung (舞踊会の夜, buyōkai no yoru, 1932, Handtellergeschichte), übersetzt von Kiku Kashiwagi. In: Hannelore Eisenhofer-Halim, Peter Pörtner (Hrsg.): Verführerischer Adlerfarn. Anthologie japanischer Erzählungen, Konkursbuchverlag, Tübingen 1999, ISBN 3-88769-077-X, S. 278–282.
- Der erste Schnee auf dem Fuji-Berg (富士の初雪, fuji no hatsuyuki, 1952), übersetzt von Oscar Benl. In: Oscar Benl (Hrsg.): Der Kirschblütenzweig. Japanische Liebesgeschichten aus tausend Jahren. Nymphenburger Verlagshandlung, München 1965, ISBN 3-485-00422-7, S. 422–444.
- Mond auf dem Wasser (水月, suigetsu, 1953), übersetzt von Annelotte Piper. In: Eine Glocke in Fukagawa. Japan in Erzählungen seiner besten zeitgenössischen Autoren, Auswahl und Redaktion Oscar Benl, Horst Erdmann Verlag, Herrenalb/Schwarzwald 1964, S. 282–294.
- Alte Heimat (故郷, kokyō, 1955), übersetzt von Barbara Yamanaka-Hiller. In: Eduard Klopfenstein (Hrsg.): Mondscheintropfen. Japanische Erzählungen 1940–1990, Theseus, Zürich 1993, ISBN 3-85936-061-2, S. 34–41.

### Essays, sonstige Werke
- Über das Vorhandensein und die Entdeckung von Schönheit (美の存在と発見, bi no sonzai to hakken, 1969), übersetzt von der Kawabata-Studiengruppe des Ostasiatischen Seminars der Universität Zürich, in: Asiatische Studien, Zeitschrift der Schweizerischen Gesellschaft für Asienkunde, Band 29, Heft 1 (1975), S. 2–38, ISSN 0004-4717.[12]
- Im Schein der Öllampe (行灯, andon, 1964), übersetzt von Barbara Yoshida-Krafft. In: Barbara Yoshida-Krafft (Hrsg.): Blüten im Wind. Essays und Skizzen der japanischen Gegenwart, Edition Erdmann, Tübingen 1981, ISBN 3-88639-506-5.

### Veröffentlichungen, die literarische Werke Kawabatas enthalten
- Cornelius Ouwehand, Einige Bemerkungen über „Handflächen“-Erzählungen von Yasunari Kawabata, in: Asiatische Studien, Zeitschrift der Schweizerischen Gesellschaft für Asienkunde, Band 29, Heft 1 (1975), S. 89–120, ISSN 0004-4717; enthält neben den „Bemerkungen“ die Handtellergeschichten Nägel am Morgen (朝の爪, asa no tsume, 1969), Sie, die auf das Feuer zuging (火に行く彼女, hi ni yuku kanojo, 1924) und Gebeine sammeln (骨拾い, kotsu hiroi, 1949) sowie das Prosagedicht Das Moskitonetz (蚊帳, kaya, 1930).
- Viktoria Eschbach-Szabo, Temporalität im Japanischen, Otto Harrassowitz, Wiesbaden 1986, ISBN 3-447-02621-9; enthält eine satzgetreue Übersetzung der Handtellergeschichte Zerbrechliches Geschirr (弱き器, yowaki utsuwa, 1924) sowie linguistische Analysen hiervon und von Textstücken aus Tausend Kraniche und Die Tänzerin von Izu.
- Siegfried Schaarschmidt und Michiko Mae (Hrsg.), Japanische Literatur der Gegenwart, Carl Hanser Verlag, München 1990, ISBN 3-446-15929-0; enthält die Skizze Mein Gesicht (私の顔, watakushi no kao, 1929), übersetzt von Siegfried Schaarschmidt.

## Verfilmungen (Auswahl)
- Die Tänzerin von Izu (1929) wurde bereits 1933 zum ersten Mal von Gosho Heinosuke verfilmt. In den Jahren bis 1974 folgten fünf weitere Filmadaptionen.
- Die Novelle Die schlafenden Schönen (1961) wurde 2006 als Das Haus der schlafenden Schönen und 2011 unter dem Titel Sleeping Beauty verfilmt.

## Sekundärliteratur
- Herbert G. Göpfert: Mit Kawabata in München – Eine Plauderei aus der Werkstatt, in Frankfurter Rundschau, 2. November 1968, S. IV; Nachdruck in: Hefte für ostasiatische Literatur Nr. 65 (November 2018) S. 90–93, iudicium Verlag, München 2018.
- Claus M. Fischer: Die Assoziation in Yasunari Kawabatas Werk Yama no oto, in: Nachrichten der Gesellschaft für Natur- und Völkerkunde Ostasiens, ISSN 0016-9080, Jahrgang 1972, Heft 112, S. 15–39.
- Barbara Yoshida-Krafft: Kawabata Yasunari – ein Traditionalist?, in: Jubiläumsband 1873–1973, Band 53 der Mitteilungen der Deutschen Gesellschaft für Natur- und Völkerkunde Ostasiens, Tokyo 1973, S. 171–187; bezieht sich u. a. auf Yukiguni, Senbazuru, Yama no oto, Koto, Mizuumi, Andon.
- Eduard Klopfenstein: Kawabatas Schneeland – Eine Interpretation, in: Asiatische Studien. Zeitschrift der Schweizerischen Gesellschaft für Asienkunde, Band 29, Heft 1 (1975), S. 39–88.
- S. Noma (Hrsg.): Kawabata Yasunari. In: Japan. An Illustrated Encyclopedia. Kodansha, 1993. ISBN 4-06-205938-X, S. 760.
- Mariann Lewinsky: Eine verrückte Seite – Stummfilm und filmische Avantgarde in Japan, Zürcher Filmstudien 2, Chronos Verlag, Zürich 1997, ISBN 3-905311-60-7; enthält u. a. Übersetzungen von Kawabatas Drehbuch zu dem Film Eine verrückte Seite (狂った一頁, Kurutta Ippēji, 1926, Regie Kinugasa Teinosuke), von Tagebucheintragungen zu den Dreharbeiten und von der Handtellergeschichte Der Mann, der nicht lachte (笑はぬ男, warawanu otoko, 1929).
- Irmela Hijiya-Kirschnereit, Richmod Bollinger: Literatur als Instrument zur Bewältigung kultureller Unvertrautheit – Textstrategien am Beispiel von Kawabata Yasunaris ’Asakusa kurenaidan‘ (PDF; 25 MB), in: Die Herausforderung durch das Fremde, herausgegeben von Herfried Münkler unter Mitarbeit von Karin Meßlinger und Bernd Ladwig, Akademie Verlag, Berlin 1998, ISBN 3-05-003271-5, S. 611–700.
- Siegfried Schaarschmidt: Aufschlussversuche. Wege zur modernen japanischen Literatur, herausgegeben von Otto Putz, iudicium, München 1998, ISBN 3-89129-435-2; enthält die Aufsätze Kawabata Yasunari – Ein Problemfall für Übersetzer (mit Anmerkungen zu Kawabatas Leben und zur Nobelpreisverleihung sowie Betrachtungen beim Übersetzen von Yama no oto, aber auch von Izu no odoriko und Yukiguni), Die Faszination des Häßlichen bei Kawabata – Versuch zum Problem des Ästhetischen in seinem Werk (behandelt Senbazuru und kurz Hokuro no tegami), Zur Bedeutung der Mahlzeiten in Kawabata Yasunaris Roman „Yama no oto“ sowie kursorische Erwähnungen von Kawabata in den meisten anderen der insgesamt 24 Aufsätze.
- Birgit Griesecke: Intime Experimente. Unterwegs in japanischen Schlaflaboren mit Ariyoshi, Tanizaki und Kawabata (PDF), in: Nachrichten der Gesellschaft für Natur- und Völkerkunde Ostasiens, Jahrgang 2005, Heft 177–178, S. 7–36; enthält Anmerkungen zu Die schlafenden Schönen.
- Wiebke Arndt: Der Erzähler in Kawabatas „Mizuumi“. Magister-Arbeit an der Universität Göttingen.
- Jennifer Evelyn Staab: Die Handtellergeschichten Kawabata Yasunaris – Szenen aus Traum und Wirklichkeit, Bachelor-Arbeit an der Universität Heidelberg, Juli 2007; enthält eine Übersetzung der Handtellergeschichte Der Billardtisch (玉臺, tamadai, 1925) und Analysen hiervon und von der Handtellergeschichte Das Geräusch menschlicher Schritte (人間の足音, ningen no ashioto, 1925; dt. von Siegfried Schaarschmidt, 1990).
- Mechthild Duppel-Takayama: Das „Fließen der Assoziationen“ im Erzählwerk von Kawabata Yasunari (1899–1972), Tectum Verlag, Marburg 2017, ISBN 978-3-8288-3901-4; behandelt Yukiguni, Yama no oto und Mizuumi.
- Thomas Hagemann: Kawabata in München – Aus der Vorgeschichte zur Nobelpreisverleihung von 1968, in: Hefte für ostasiatische Literatur Nr. 65 (November 2018) S. 84–125, iudicium Verlag, München 2018; enthält Übersetzungen der Essays Europa (ヨオロツパ, yōroppa, 1957) und München (ミユンヘン, myunhen, 1967).
- Yoko Suginaka: Zwei Formen der Moderne – die Großstadtromane „Berlin Alexanderplatz“ von Alfred Döblin und „Die Rote Bande von Asakusa“ von Kawabata Yasunari, AISTHESIS Verlag, Bielefeld 2021, ISBN 978-3-8498-1743-5.

## Anmerkung
1. ↑  lt. Eintrag im Familienregister wurde er am 14. Juni 1899 geboren